# RD-253
RD-253 (ros. РД-253, Раке́тный Дви́гатель 253) – silnik rakietowy produkowany przez ZSRR / Rosję, zaprojektowany przez zespół kierowany przez W. Głuszkę. Wykorzystywany w rakietach Proton.

## Wersje[2]
- RD-253 (numer w indeksie GRAU: 14D13) – wariant bazowy, wykorzystywany w rakietach UR-500 i Proton K,
- RD-254 (numer w indeksie GRAU: nieznany) – wariant eksperymentalny, nigdy nie użyty,
- RD-256 (numer w indeksie GRAU: nieznany) – wariant eksperymentalny, nigdy nie użyty,
- RD-275 (numer w indeksie GRAU: 14D14) – zmodyfikowana wersja, ciąg o 7,7% wyższy niż w RD-253, używany w rakiecie Proton M,
- RD-275M (numer w indeksie GRAU: 14D14M) – modyfikacja RD-275, w użyciu od 2007, używany w rakiecie Proton M.